# Antje Douvern
Antje Douvern of Antje Jasch  (2 november 1965) is een voormalig schaatsster uit West-Duitsland die actief was tussen 1978 en 1988. Ze vertegenwoordigde haar vaderland op internationale schaatswedstrijden.
Als inline skater werd ze Europees kampioen in 1980 in de 5000 meter aflossing. Bij de nationale kampioenschappen in 1992 won ze twee zilveren medailles.
Als langebaanschaatsster werd ze als junior twee keer nationaal kampioen en deed mee aan de Wereldkampioenschappen schaatsen junioren 1983. Luding maakte haar senioren wereldbeker debuut tijdens de Wereldbeker schaatsen 1985/1986 en deed mee in de sprintonderdelen in Inzell.
Bij de Duitse allroundkampioenschappen werd ze drie keer vierde. Dit was in 1985, 1987 en 1988.
Na verloofd te zijn in 1992, trouwede ze met schaatser Helge Jasch in 1993. Na haar actieve schaatscarrière werd ze sportleraar in Bad Endorf and werd schaatstrainster in Inzell. Ze is werkzaam bij het de Duitse schaatsbond Deutsche Eisschnelllauf- und Shorttrack-Gemeinschaft (DESG). In 2020 werd ze benoemd tot hoofd hygiënemedewerker tijdens de Coronacrisis in Duitsland.